# Giải vô địch bóng đá U-19 Đông Nam Á 2016
Giải vô địch bóng đá U-19 Đông Nam Á 2016 (tiếng Anh: 2016 AFF U-19 Championship), còn có tên gọi là Giải vô địch bóng đá U-19 Đông Nam Á – Cúp Vietcombank 2016 hay AFF Vietcombank U-19 Championship 2016 vì lý do tài trợ, là mùa giải thứ 13 của giải vô địch bóng đá U-19 Đông Nam Á do Liên đoàn bóng đá Đông Nam Á (AFF) tổ chức. Giải đấu lần này diễn ra tại Việt Nam từ ngày 11 tới ngày 24 tháng 9 năm 2016. Mười một trên mười hai thành viên Liên đoàn bóng đá Đông Nam Á tham dự giải đấu với hai bảng 5 đội và 6 đội.

## Lựa chọn chủ nhà
Việt Nam được Liên đoàn bóng đá Đông Nam Á (AFF) công bố là chủ nhà của giải đấu vào tháng 3 năm 2016. Đây là lần thứ sáu Việt Nam tổ chức giải sau các năm 2007, 2009, 2010, 2012 và 2014.

## Địa điểm
| Hà Nội                                 | Hà Nội                |
| -------------------------------------- | --------------------- |
| Trung tâm đào tạo bóng đá trẻ Việt Nam | Sân vận động Hàng Đẫy |
| Sức chứa: 1.000                        | Sức chứa: 22.500      |
|                                        | không khung           |

## Đội hình
Các cầu thủ sinh từ ngày 1 tháng 1 năm 1997 trở về sau có đủ điều kiện để tham dự giải đấu. Mỗi đội tuyển phải đăng ký một danh sách chính thức gồm 23 cầu thủ, với ba trong số đó phải là thủ môn.

## Trọng tài
Dưới đây là danh sách trọng tài được phân công cho giải đấu.
| Trọng tài - Hadimin Shahbuddin - Thoriq Munir Alkatiri - Xaypaseuth Phongsanit - Muhammad Nazmi Nasaruddin - Khin Maung Win - Steve Supresencia - Mongkolchai Pechsri - Warintorn Sassadee - Hoàng Anh Tuấn - Chen Hsin-Chuan | Trợ lý trọng tài - George Lakrindis - Mohamad Hussin - Pisal Kimsy - Nurhadi Nurhadi - Somphavanh Louang Lath - Mohd Kamil Tumin - Chit Moe Aye - Jeffrey Velez - Roberto Hernandez - Trần Thanh Liêm |

## Vòng bảng

### Bảng A
| VT | Đội          | ST | T | H | B | BT | BB | HS | Đ  | Giành quyền tham dự     |
| -- | ------------ | -- | - | - | - | -- | -- | -- | -- | ----------------------- |
| 1  | Việt Nam (H) | 4  | 3 | 1 | 0 | 11 | 5  | +6 | 10 | Vòng đấu loại trực tiếp |
| 2  | Đông Timor   | 4  | 3 | 0 | 1 | 8  | 7  | +1 | 9  | Vòng đấu loại trực tiếp |
| 3  | Malaysia     | 4  | 2 | 0 | 2 | 10 | 7  | +3 | 6  |                         |
| 4  | Singapore    | 4  | 1 | 1 | 2 | 3  | 5  | −2 | 4  |                         |
| 5  | Philippines  | 4  | 0 | 0 | 4 | 5  | 13 | −8 | 0  |                         |

| Philippines | 1–2      | Đông Timor                       |
| ----------- | -------- | -------------------------------- |
| Jarvis 75'  | Chi tiết | Monteiro 10' · Henrique Cruz 37' |

| Singapore | 0–0      | Việt Nam |
| --------- | -------- | -------- |
|           | Chi tiết |          |

| Philippines | 0–5      | Malaysia                                                                               |
| ----------- | -------- | -------------------------------------------------------------------------------------- |
|             | Chi tiết | M. Kamarudin 38' · M. Jafri 41' · M. Amirul 70' (ph.đ.) · Kutty Abba 79' · Rusalan 90' |

| Đông Timor | 1–4      | Việt Nam                                              |
| ---------- | -------- | ----------------------------------------------------- |
| Gama 90'   | Chi tiết | Tấn Sinh 13' · Tiến Linh 27' · Tống Anh Tỷ 80', 90+4' |

| Malaysia                               | 2–1      | Singapore          |
| -------------------------------------- | -------- | ------------------ |
| Zarulizwan Mazlan 16' · M. Jafri 45+1' | Chi tiết | Syahrul Sazali 82' |

| Việt Nam                                                           | 4–3      | Philippines                              |
| ------------------------------------------------------------------ | -------- | ---------------------------------------- |
| Đức Chinh 10' (ph.đ.), 62' · Tiến Anh 28' · Trần Thành 61' (ph.đ.) | Chi tiết | Winhoffer 19' · Kintaro 25' · Ebarle 90' |

| Đông Timor                         | 3–2      | Malaysia                     |
| ---------------------------------- | -------- | ---------------------------- |
| F. Alves 32', 36' · G. Alberto 71' | Chi tiết | M. Jafri 45' · M. Ashraf 57' |

| Philippines   | 1–2      | Singapore                  |
| ------------- | -------- | -------------------------- |
| Borlongan 16' | Chi tiết | Pereira 17' · Anugerah 23' |

| Singapore | 0–2      | Đông Timor             |
| --------- | -------- | ---------------------- |
|           | Chi tiết | Gama 5' · Oliveira 89' |

| Malaysia     | 1–3      | Việt Nam                                      |
| ------------ | -------- | --------------------------------------------- |
| M. Jafri 90' | Chi tiết | Duy Khánh 13' · Văn Hậu 81' · Tiến Linh 90+1' |

### Bảng B
| VT | Đội       | ST | T | H | B | BT | BB | HS | Đ  | Giành quyền tham dự     |
| -- | --------- | -- | - | - | - | -- | -- | -- | -- | ----------------------- |
| 1  | Thái Lan  | 5  | 4 | 1 | 0 | 13 | 6  | +7 | 13 | Vòng đấu loại trực tiếp |
| 2  | Úc        | 5  | 4 | 0 | 1 | 11 | 7  | +4 | 12 | Vòng đấu loại trực tiếp |
| 3  | Myanmar   | 5  | 2 | 2 | 1 | 11 | 10 | +1 | 8  |                         |
| 4  | Indonesia | 5  | 2 | 0 | 3 | 12 | 13 | −1 | 6  |                         |
| 5  | Campuchia | 5  | 1 | 0 | 4 | 7  | 11 | −4 | 3  |                         |
| 6  | Lào       | 5  | 0 | 1 | 4 | 7  | 14 | −7 | 1  |                         |

| Thái Lan                      | 2–1      | Lào          |
| ----------------------------- | -------- | ------------ |
| - Worachit 26' - Supachai 60' | Chi tiết | - Maitee 43' |

| Myanmar                                                   | 3–2      | Indonesia               |
| --------------------------------------------------------- | -------- | ----------------------- |
| - Aung Kaung Mann 11' - Zwee Thet Paing 27' - Shwe Ko 55' | Chi tiết | - Pandi 17' - Sandi 44' |

| Úc                                         | 2–0      | Campuchia |
| ------------------------------------------ | -------- | --------- |
| - Cheng 64' (l.n.) - Blackwood 66' (ph.đ.) | Chi tiết |           |

| Myanmar | 0–3      | Úc                                |
| ------- | -------- | --------------------------------- |
|         | Chi tiết | - Pandurevic 18', 28' - Scott 83' |

| Campuchia                                                 | 3–0      | Lào |
| --------------------------------------------------------- | -------- | --- |
| - Sep Rosib 41' - Long Phearath 86' - Kunthea Ravan 90+2' | Chi tiết |     |

| Indonesia                       | 2–3      | Thái Lan                          |
| ------------------------------- | -------- | --------------------------------- |
| Drajad 16' (ph.đ.), 18' (ph.đ.) | Chi tiết | Sittichok 34', 46' · Worachit 54' |

| Indonesia                     | 1–3      | Úc                                    |
| ----------------------------- | -------- | ------------------------------------- |
| Bagas Adi Nugroho 35' (ph.đ.) | Chi tiết | - Prasad 22' - Scott 72' - Shabow 88' |

| Thái Lan                    | 2–1      | Campuchia             |
| --------------------------- | -------- | --------------------- |
| - Jakkit 28' - Worachit 30' | Chi tiết | - Saringkan 8' (l.n.) |

| Lào                                   | 4–4      | Myanmar                                       |
| ------------------------------------- | -------- | --------------------------------------------- |
| - Maitee 8', 54', 57' - Khamphanh 90' | Chi tiết | - Shwe Ko 21', 29' - Aung Kaung Mann 23', 45' |

| Campuchia | 0–3      | Myanmar                                                           |
| --------- | -------- | ----------------------------------------------------------------- |
|           | Chi tiết | - Ouk Sovann 21' (l.n.) - Zwe Thet Paing 30' - Aung Naing Win 49' |

| Lào         | 1–3      | Indonesia                               |
| ----------- | -------- | --------------------------------------- |
| - Vanna 25' | Chi tiết | - Pandi 21' - Saddil 43' - M. Rafli 84' |

| Úc              | 1–5      | Thái Lan                                                |
| --------------- | -------- | ------------------------------------------------------- |
| - Blackwood 14' | Chi tiết | - Sorawit 18' - Supachai 42', 57', 80' - Worachit 90+2' |

| Thái Lan       | 1–1      | Myanmar              |
| -------------- | -------- | -------------------- |
| - Supachai 58' | Chi tiết | - Ariyapol 9' (l.n.) |

| Lào         | 1–2      | Úc                                  |
| ----------- | -------- | ----------------------------------- |
| - Santi 45' | Chi tiết | - Scott 73' - Blackwood 85' (ph.đ.) |

| Indonesia                           | 4–3      | Campuchia                                      |
| ----------------------------------- | -------- | ---------------------------------------------- |
| - Rafli 30' - Ramdani 32', 57', 90' | Chi tiết | - Sodavid 7' - Safy 67' - Phearath 77' (ph.đ.) |

## Vòng đấu loại trực tiếp
|  | Bán kết             | Bán kết  |                     |   | Chung kết | Chung kết |
|  |                     |          |                     |   |           |           |
|  | 22 tháng 9 – Hà Nội |          |                     |   |           |           |
|  |                     |          |                     |   |           |           |
|  | Việt Nam            | 2        |                     |   |           |           |
|  | Việt Nam            | 2        | 24 tháng 9 – Hà Nội |   |           |           |
|  | Úc                  | 5        |                     |   |           |           |
|  | Úc                  | 5        | Úc                  | 5 |           |           |
|  | 22 tháng 9 – Hà Nội |          | Úc                  | 5 |           |           |
|  |                     | Thái Lan | 1                   |   |           |           |
|  | Thái Lan            | Thái Lan | 1                   | 2 |           |           |
|  | Thái Lan            |          |                     | 2 |           |           |
|  | Đông Timor          | 1        |                     |   |           |           |
|  | Đông Timor          | 1        | Tranh hạng ba       |   |           |           |
|  |                     |          |                     |   |           |           |
|  | 24 tháng 9 – Hà Nội |          |                     |   |           |           |
|  |                     |          |                     |   |           |           |
|  | Việt Nam            | 4        |                     |   |           |           |
|  | Việt Nam            | 4        |                     |   |           |           |
|  | Đông Timor          | 0        |                     |   |           |           |

### Bán kết
| Thái Lan                     | 2–1      | Đông Timor |
| ---------------------------- | -------- | ---------- |
| - Wisarut 80' - Suksan 90+3' | Chi tiết | - Gama 85' |

| Việt Nam                              | 2–5      | Úc                                                     |
| ------------------------------------- | -------- | ------------------------------------------------------ |
| - Minh Dĩ 58' - Đức Chinh 68' (ph.đ.) | Chi tiết | - Blackwood 23', 53' - Shabow 26', 35' - Champness 84' |

### Tranh hạng ba
| Việt Nam                                                      | 4–0      | Đông Timor |
| ------------------------------------------------------------- | -------- | ---------- |
| Trần Thành 24' · Đức Chinh 28' · Thanh Hậu 45' · Ngọc Bảo 89' | Chi tiết |            |

### Chung kết
| Úc                                                                  | 5–1      | Thái Lan    |
| ------------------------------------------------------------------- | -------- | ----------- |
| - Baccus 10' - Kuzmanovski 20', 73' - Blackwood 67' - Champness 70' | Chi tiết | Jakkit 90+' |

## Thống kê

### Vô địch
| Vô địch Giải vô địch bóng đá U-19 Đông Nam Á 2016 |
| ------------------------------------------------- |
| · Úc · Lần thứ 4                                  |

### Cầu thủ ghi bàn
Đã có 118 bàn thắng ghi được trong 29 trận đấu, trung bình 4.07 bàn thắng mỗi trận đấu.
6 bàn thắng
- George Blackwood

5 bàn thắng
- Supachai Jaided

4 bàn thắng
- Maitee Hatsady
- Muhammad Jafri
- Worachit Kanitsribampen
- Saddil Ramdani

3 bàn thắng
- Lachlan Scott
- Mario Shabow
- Long Phearath
- Aung Kaung Mann
- Shwe Ko
- Rufino Gama
- Hà Đức Chinh

2 bàn thắng
- Joseph Champness
- Steve Kuzmanovski
- Dejan Pandurevic
- Muhammad Dimas Drajad
- Pandi Lestaluhu
- Zwee Thet Paing
- Jakkit Wechpirom
- Sittichok Phaso
- Frangcyatma Alves
- Tống Anh Tỷ
- Nguyễn Tiến Linh
- Trần Thành

1 bàn thắng
- Keanu Baccus
- Jayden Prasad
- Inn Sodavith
- Kunthea Ravan
- Sep Rosib
- Yut Safy
- Bagas Adi Nugroho
- Sandi Pratama
- Muhammad Rafi
- Khamphanh Sonthanalay
- Santi Somphoupeth
- Vanna Bounlovongsa
- Kutty Abba
- Muhammad Amirul
- Muhammad Kamarudin
- Mohd Zarulizwan Mazlan
- Badrul Rusalan
- Daniel Ashraf
- Aung Naing Win
- Jeremiah Chabon Borlongan
- Jordan Jarvis
- Kintaro Bugtay Miyagi
- Major Dean Dungog Ebarle
- Mark Anthony Winhoffer
- Syahrul Sazali
- Haiqal Pashia Anugerah
- Sorawit Panthong
- Wisarut Imura
- Suksan Mungpao
- Henrique Cruz
- Gaudencio Monteiro
- Gelvanio Alberto
- José Oliveira
- Trương Tiến Anh
- Lê Ngọc Bảo
- Trần Duy Khánh
- Đoàn Văn Hậu
- Phan Thanh Hậu
- Huỳnh Tấn Sinh

1 bàn phản lưới nhà
- Cheng Meng (trong trận gặp Úc)
- Ouk Sovann (trong trận gặp Myanmar)
- Ariyapol Chanson (trong trận gặp Myanmar)
- Saringkan Promsupa (trong trận gặp Campuchia)

### Bảng xếp hạng giải đấu
| VT | Đội         | ST | T | H | B | BT | BB | HS  | Đ  | Kết quả chung cuộc  |
| -- | ----------- | -- | - | - | - | -- | -- | --- | -- | ------------------- |
| 1  | Úc          | 7  | 6 | 0 | 1 | 21 | 10 | +11 | 18 | Vô địch             |
| 2  | Thái Lan    | 7  | 5 | 1 | 1 | 16 | 12 | +4  | 16 | Á quân              |
| 3  | Việt Nam    | 6  | 4 | 1 | 1 | 17 | 10 | +7  | 13 | Hạng ba             |
| 4  | Đông Timor  | 6  | 3 | 0 | 3 | 9  | 13 | −4  | 9  | Hạng tư             |
|    |             |    |   |   |   |    |    |     |    |                     |
| 5  | Myanmar     | 5  | 2 | 2 | 1 | 11 | 10 | +1  | 8  | Bị loại ở vòng bảng |
| 6  | Malaysia    | 4  | 2 | 0 | 2 | 10 | 7  | +3  | 6  | Bị loại ở vòng bảng |
| 7  | Indonesia   | 5  | 2 | 0 | 3 | 12 | 13 | −1  | 6  | Bị loại ở vòng bảng |
| 8  | Singapore   | 4  | 1 | 1 | 2 | 3  | 5  | −2  | 4  | Bị loại ở vòng bảng |
| 9  | Campuchia   | 5  | 1 | 0 | 4 | 7  | 11 | −4  | 3  | Bị loại ở vòng bảng |
| 10 | Lào         | 5  | 0 | 1 | 4 | 7  | 14 | −7  | 1  | Bị loại ở vòng bảng |
| 11 | Philippines | 4  | 0 | 0 | 4 | 5  | 13 | −8  | 0  | Bị loại ở vòng bảng |

## Phát sóng
| Quốc gia  | Mạng phát sóng                         | Kênh truyền hình                                                        | Nền tảng trực tuyến           | TK                       |
| --------- | -------------------------------------- | ----------------------------------------------------------------------- | ----------------------------- | ------------------------ |
| Campuchia | Bayon TV                               | BTV News                                                                | —                             |                          |
| Myanmar   | Myawaddy TV                            | MWD Channel                                                             | —                             |                          |
| Malaysia  | Astro                                  | beIN Sport 837                                                          | —                             |                          |
| Indonesia | MNC Media                              | RCTI                                                                    | —                             | [ 6 ]                    |
| Thái Lan  | CH7                                    | CH7                                                                     | —                             |                          |
| Việt Nam  | Next Media, VTC, HTV, BTV, VTVCab, FPT | VTC3, HTV Thể thao, BTV10, Bóng đá TV, Thể thao TV, Thể thao Tin tức HD | YouTube VFF Channel, FPT Play | [ 7 ] [ 8 ] [ 9 ] [ 10 ] |